# Tridactyle thomensis
Tridactyle thomensis är en orkidéart som beskrevs av Phillip James Cribb och Tariq Stévart. Tridactyle thomensis ingår i släktet Tridactyle och familjen orkidéer.
Artens utbredningsområde är São Tomé. Inga underarter finns listade i Catalogue of Life.